# Double action only

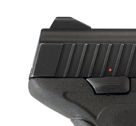
particolare del cane della Taurus 24/7

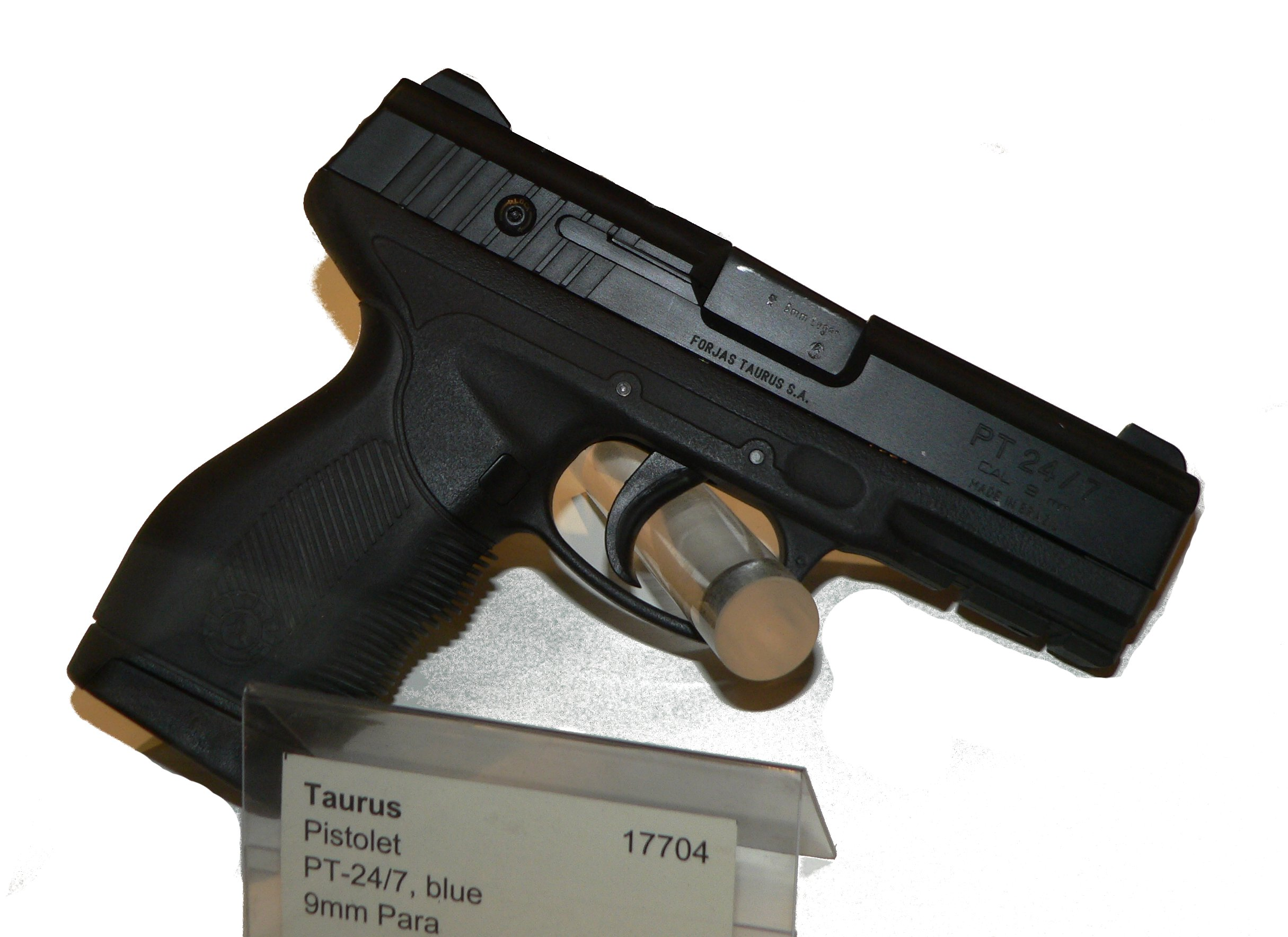
Taurus PT 24/7 - 9 mm Parabellum

Double action only (azionamento esclusivamente ad azione doppia, in inglese abbreviato in DAO) è una modalità di funzionamento di alcune pistole semiautomatiche, soprattutto da difesa personale.
Le pistole DAO tipicamente non presentano un cane esterno (un esempio potrebbe essere la brasiliana Taurus 24/7) onde impossibilitarne il suo armamento manuale o accidentale. Nelle pistole semiautomatiche DAO, dopo il primo sparo, l'utilizzatore si trova con la cartuccia nella camera pronta allo sparo alla successiva pressione del grilletto. Il cane però rimane abbassato e occorre, per sparare un nuovo colpo, ri-esercitare pressione sul grilletto. La differenza con le pistole a doppia azione (DA) sta nel fatto che queste ultime possono sparare anche in azione singola, tirando indietro manualmente il cane, mentre le DAO, per l'assenza del cane, possono sparare solo in azione doppia.
Il funzionamento DAO comporta una maggiore corsa del grilletto e di conseguenza un'azione più lenta, ma aumenta decisamente la sicurezza dell'arma. La cresta del cane tagliata (hammerless) presenta la duplice convenienza di impedire manualmente l'alzo del cane ed impedire che esso rimanga incidentalmente impigliato in vestiti e fondine.
Le pistole DAO sono state implementate soprattutto per l'uso da parte di forze di polizia o di operatori nel campo della vigilanza e sicurezza, ma anche per uso civile da parte di privati cittadini.